# اچ‌ام‌اس اربوس (۱۸۲۶)
اچ‌ام‌اس اربوس (۱۸۲۶) (به انگلیسی: HMS Erebus (1826)) یک کشتی است که طول آن ۱۰۵ فوت (۳۲ متر) می‌باشد. این کشتی در سال ۱۸۲۶ ساخته شد.